# Envolvente de vuelo

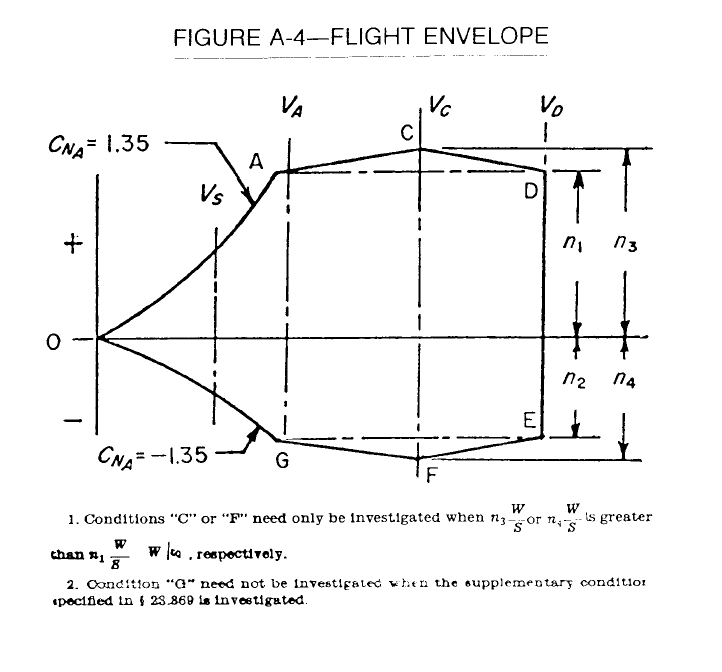
Esquema de la envolvente de vuelo.

En aerodinámica, la envolvente de vuelo de una aeronave se refiere a los límites de la misma respecto a la velocidad máxima, factor de carga o densidad atmosférica, de la cual normalmente se habla refiriéndose a la altitud máxima a la que puede volar la aeronave. Si una aeronave vuela en condiciones fuera de esta envolvente, en algunos casos puede ser dañada o destruida, por lo que no se debe en ningún momento sobrepasar estos límites.
La envolvente de vuelo es uno de muchos términos que se refieren a lo mismo. Es quizás el más común de todos porque  es el más antiguo, ya que se utiliza desde las primeras pruebas de vuelo. Está estrechamente relacionado con términos más modernos como la potencia de exceso y el doghouse plot, que son otras maneras de definir una envolvente de vuelo. La envolvente de vuelo actualmente se utiliza también fuera del campo de la ingeniería, refiriéndose a los límites estrictos sobre los cuales funcionará una actividad, o también como el  comportamiento previsible de un fenómeno o situación dada.

## Potencia de exceso
La potencia extra, o potencia de exceso específica, es un método muy básico para lograr determinar la envolvente de vuelo de una aeronave. Es fácil de calcular, pero el problema es que no da mucha información sobre el rendimiento real de la aeronave a diferentes altitudes. 
Escogiendo cualquier conjunto de parámetros de la aeronave, se puede calcular la potencia necesaria para una aeronave en esas condiciones. Por ejemplo, en el caso de un Cessna 150 a 2 500 ft (800 m) de altitud y una velocidad aproximada de 90 mph (140 km/h), se necesita de unos 60 hp (45 kW) para realizar un vuelo rectilíneo y horizontal. El C150 se equipa normalmente con un motor de 100 hp (75 kW), por lo que en este caso particular, el avión cuenta con 40 hp (30 kW) de potencia extra. Esto es muy poca potencia extra, ya que significa que se utiliza un 60% del motor solo en mantener volando a la aeronave. El sobrante de 40 hp (30 kW) es todo que la aeronave tiene para maniobrar, lo que significa que no puede ascender, girar o acelerar en gran medida. Como ejemplo, el C150 no podría mantener un giro de 2g (20 m/s²), ya que requeriría un mínimo de potencia de 120 hp bajo esas condiciones.
Para las mismas condiciones, un avión de caza podría requerir considerablemente más potencia debido a que sus alas son diseñadas para una alta velocidad, agilidad, o ambos. Puede requerir 10 000 hp (7,5 MW) para conseguir un rendimiento similar. Sin embargo, los turborreactores modernos pueden llegar a proporcionar una potencia de 50,000 hp (37 MW). Con esta cantidad de potencia extra, la aeronave puede conseguir un régimen de ascenso muy alto, pudiendo incluso ascender verticalmente, realizar maniobras bruscas continuas o volar a velocidades muy altas.

## Doghouse plot

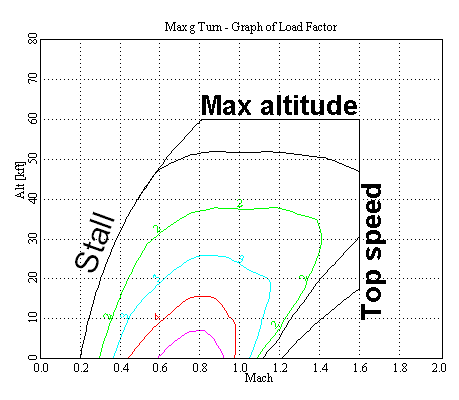
Envolvente de altitud.

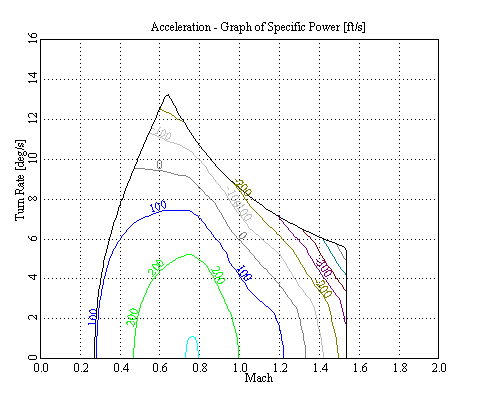
Envolvente de ratio de giro.

Un doghouse plot generalmente muestra la relación entre la velocidad a un cierto nivel de vuelo y la altitud. Sin embargo, también pueden aparecer otras variables. Su cálculo es más complejo que el cálculo de la potencia de exceso, pero a cambio proporciona mucha más información, como la altitud de vuelo ideal. La gráfica tiene forma de U invertida y se llama normalmente como doghouse plot debido a que se parece a una caseta de perro. El diagrama de la derecha muestra una gráfica muy simplificada que se utilizará para explicar este tipo de gráficas.
Los bordes externos de la gráfica, la envolvente, muestra las condiciones posibles a las que la aeronave puede volar de forma rectilínea y horizontal. Por ejemplo, la aeronave descrita por la envolvente de altitud de color negro a la derecha puede volar hasta altitudes de unos 52 000 ft, punto en el que no podrá ascender más debido a la baja densidad del aire. La aeronave tiene también una velocidad máxima de Mach 1,1 a nivel del mar. La superficie exterior de la curva representa la condición de potencia de exceso nula. Toda el área bajo esta curva representa condiciones en las que el avión puede volar con potencia de exceso. Es decir, por ejemplo, esta aeronave puede volar a Mach 0,5 a 30 000 ft sin utilizar la potencia máxima.
En el caso de aeronaves de alto rendimiento, incluyendo aviones de caza, a la línea "1-g" que muestra los vuelos rectilíneos y horizontales, se le añaden otras líneas que muestran el rendimiento máximo a diferentes cargas. En el esquema de la derecha, la línea verde representa 2-g, la línea azul 3-g... etc. El F-16, por ejemplo, tiene un área muy pequeña bajo Mach 1 y a nivel del mar, donde puede realizar un giro a 9-g.
Volar fuera de la envolvente es posible, ya que lo único que representa es la condición de vuelo rectilíneo y horizontal. Por ejemplo, la bajada en picado permite a la aeronave volar a velocidades más altas haciendo uso de la gravedad para acelerar.

### Velocidad de entrada en pérdida
Toda aeronave de ala fija tiene una velocidad mínima a la que puede mantener el nivel de vuelo, llamada velocidad de entrada en pérdida (límite izquierdo en la gráfica). Cuando la aeronave asciende, la velocidad de entrada en pérdida aumenta, ya que debido a que el ala no puede aumentar su tamaño, la única manera de generar la sustentación volando a través de un aire menos denso es aumentando la velocidad. Aunque los números exactos varían en gran medida para cada aeronave, la naturaleza de esta relación es normalmente la misma, y si se representa en un gráfico la velocidad en el eje x y la altitud en el eje y, se obtiene una diagonal. Esta velocidad se puede calcular como

{\displaystyle V_{s}={\sqrt {\frac {2W}{\rho SC_{L}}}}}

### Techo de vuelo
Las ineficiencias en el ala hacen que esta línea se incline hacia abajo al aumentar la altitud, hasta que se llega a una altitud en la que esta diagonal se convierte en una línea horizontal, lo que supone que por mucho que se aumente la velocidad la aeronave no podrá ascender. Esta altitud máxima es conocida como el techo de vuelo (límite superior en la gráfica), y se utiliza a menudo para hablar sobre el rendimiento de la aeronave.

### Velocidad máxima
La parte de la derecha de la gráfica representa la velocidad máxima de la aeronave. Esto normalmente disminuye de la misma manera que la línea de entrada en pérdida debido a que a mayores altitudes disminuye la resistencia del aire, llegando a un punto en el que la altitud no aumenta la velocidad máxima debido a la falta de oxígeno en los motores.
La potencia necesaria varía casi linealmente con la altitud, pero la fuerza de arrastre varía con el cuadrado de la velocidad—en otras palabras,  normalmente es más fácil ir más alto que más rápido, hasta que se llega a la altitud en la que la falta de oxígeno en los motores llega a ser significativa.

## Gráfica de velocidad vs. factor de carga

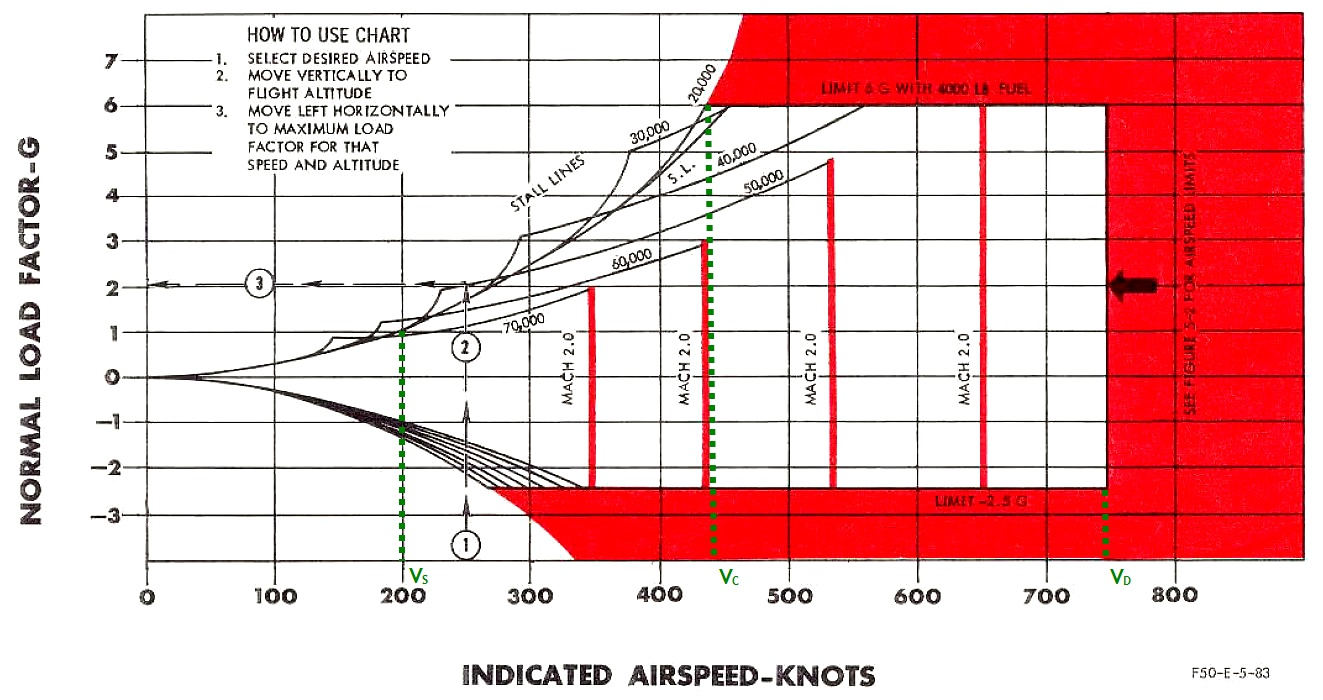
Un diagrama V-n que muestra Vs (velocidad de entrada en pérdida a 1g), Vc (velocidad de corner) y Vd (velocidad de divergencia).

La gráfica de velocidad vs factor de carga (o diagrama V-n) es otra manera de mostrar los límites de rendimiento de las aeronaves. Muestra el límite de factor de carga a diferentes velocidades.
A temperaturas más altas, el aire es menos denso y los aviones tienen que volar más rápido para generar la misma cantidad de sustentación. Las temperaturas altas pueden reducir la cantidad de carga que puede llevar un avión, aumentar la longitud de pista necesaria para despegar, y que resulte más difícil evitar obstáculos como por ejemplo las montañas. En condiciones climáticas inusuales, esto puede producir que no sea seguro o que no sea económicamente rentable volar, resultando a veces en la cancelación de vuelos comerciales.